# Sarcină imaginară
Sarcina imaginară sau pseudocieza (pseudocyesis, din greaca pseudos = fals + kuēsis = concepție, sarcină), numită și pseudosarcină, pseudogestație, sarcină falsă, sarcină fantomă, sarcină nervoasă, sarcina isterică, este o afecțiune psihonevrotică rară în care apare la femei o stare pseudogravidică cu amenoree, greață, tensiune mamară, creșterea volumului abdominal, și chiar percepția mișcărilor fetale, cu excepția modificării uterului și a vaginului. Această afecțiune poate apărea la femeile de toate vârstele, dar mai ales din adolescență până la vârsta adultă (15-40 ani); au fost  descrise și câteva cazuri de sarcina imaginară la bărbați. Principala trăsătură a acestei afecțiuni este convingerea femeii că este însărcinată: la baza tabloului patologic stau numai motivații psihologice. Această iluzie, esențialmente cauzată de un instinct matern inconștient de a avea un copil, realizează o serie de manifestări fizice sugestive pentru o sarcină la o femeie care în realitate nu este însărcinată. Sarcină imaginară se întâlnește adesea la femeile sterile care își doresc un copil, dar, uneori și, la isterice sau, mai rar, la delirante cronice cu probleme ipocondrice prevalente. Simptomele sarcinii imaginare sunt amenoree (sau ciclu menstrual neregulat), creștere în greutate, creștere în volum a abdomenului (cauzată de acumulare de țesut adipos sau lichide, sau  de balonare), tumefierea sânilor însoțită uneori de o secreție de lapte sau colostru; percepția mișcărilor active fetale (datorită peristaltismului intestinal, contracției mușchilor abdominali); uneori se constată și o creștere în volum a uterului, cauzată de o congestie sangvină, care însă nu depășește volumul unui uter gravid la sfârșitul primei luni. La așa-zisele gravide, convinse că au ajuns la travaliu, s-a observat chiar și prezența unor crize dureroase intermitente. Examenul ginecologic infirmă sarcina, pentru a avea certitudinea diagnosticului se recurge uneori la examinarea bimanuală a uterului sub anestezie generală. Patogeneza sarcinii imaginare se datorează unor perturbări psihice cu modificări endocrine hipotalamo-hipofizo-ovariene caracterizate de o stare luteală cu creșterea nivelului hormonului luteotrop și modificări endometriale ulterioare cauzate de persistența corpului galben și / sau de chisturi luteale. Tratamentul sarcinii imaginare este de natură psihică. Pseudosarcina se  întâlnește spontan și la animale, inclusiv la cățele, pisici, scroafe, datorită creșterii nivelului hormonului luteotrop și persistenței corpului galben.